# Lonsdaleit
Lonsdaleit (được đặt theo tên Kathleen Lonsdale), hay còn gọi là kim cương lục phương khi xét về cấu trúc tinh thể, là một dạng thù hình của cacbon với ô mạng lục phương. Trong tự nhiên, nó hình thành khi các thiên thạch chứa than chì va vào Trái Đất. Lượng nhiệt và áp suất lớn của vụ va chạm đã biến đổi than chì thành kim cương, nhưng cấu trúc ô mạng tinh thể lục phương của than chì vẫn được bảo tồn. Lonsdaleit được nhận dạng lần đầu tiên năm 1967 trong thiên thạch Canyon Diablo, thiên thạch này xuất hiện các tinh thể rất rất nhỏ có liên quan đến kim cương.
Kim cương lục phương cũng có thể được tổng hợp trong phòng thí nghiệm (1966 hoặc sớm hơn; được công bố năm 1967) bằng cách nén ép và nung than chì hoặc trong áp suất tĩnh hoặc sử dụng phương pháp nổ. Nó cũng có thể được tạo ra bằng lắng đọng hơi hóa học, và cũng bằng phương pháp phân hủy nhiệt của polymer poly(hydridocarbyne) ở áp suất khí quyển trong môi trường argon với nhiệt độ 110 °C (230 °F).
Lonsdaleit mờ, màu vàng ánh nâu, có chiết suất 2,40-2,41 và tỷ trọng riêng 3,2-3,3. Độ cứng của nó về mặt lý thuyết là tốt hơn của kim cương lập phương (lên đến 58% trở lên) theo các mô phỏng tính toán nhưng các mẫu vật tự nhiên thể hiện độ cứng thấp hơn một chút trong một khoảng rộng giá trị (7-8 trên thang độ cứng Mohs). Nguyên nhân được suy đoán là do các mẫu vật đã bị thủng lỗ do các khuyết tật mạng tinh thể và các tạp chất.
Thuộc tính của lonsdaleit như một vật liệu riêng biệt đã bị nghi ngờ, do các mẫu vật khi được kiểm tra về mặt tinh thể học cho thấy nó không phải là mạng tinh thể lục phương mà thay vì thế là kim cương lập phương bị chi phối bởi các khiếm khuyết cấu trúc bao gồm cả các chuỗi lục phương. Một phân tích định lượng bằng nhiễu xạ tia X dữ liệu lonsdaleit đã chỉ ra rằng khoảng một lượng bằng nhau của các chuỗi lục phương và lập phương xếp chồng lên nhau. Do đó, người ta gợi ý rằng "kim cương xếp chồng hỗn loạn" là mô tả cấu trúc chính xác nhất của lonsdaleit. Mặt khác, các thí nghiệm va chạm gần đây với nhiễu xạ tia X tại chỗ cho thấy bằng chứng mạnh mẽ cho việc tạo ra lonsdaleit tương đối tinh khiết trong các môi trường áp suất động lực học cao như các va chạm của thiên thạch.

## Thuộc tính
Theo hình ảnh truyền thống, lonsdaleit có ô đơn vị lục phương, liên quan với ô đơn vị kim cương theo cùng một cách mà các hệ tinh thể bó chặt lục phương và lập phương có liên quan với nhau. Cấu trúc kim cương có thể được coi là tạo thành từ các vòng sáu nguyên tử cacbon cài vào nhau, trong cấu hình ghế. Thay vì thế, trong lonsdaleit thì một số vòng ở cấu hình thuyền. Trong kim cương, tất cả các liên kết cacbon-cacbon, cả trong một lớp của vòng lẫn giữa các vòng, là trong cấu hình chữ chi, do đó làm cho tất cả bốn hướng đường chéo của lập phương là tương đương; trong khi ở lonsdaleit thì các liên kết giữa các lớp là trong cấu hình che khuất, mà theo đó xác định trục đối xứng lục phương.
Lonsdaleite được mô phỏng là 58% cứng hơn kim cương trên mặt <100> và chịu được áp suất gây lõm 152 GPa, trong khi kim cương bị phá vỡ ở áp suất 97 GPa. Điều này là chưa vượt qua được độ cứng của chóp <111> của kim cương IIa là 162 GPa.

## Sự xuất hiện
Lonsdaleit xuất hiện như các vi tinh thể kết hợp với kim cương trong một số thiên thạch: Canyon Diablo, Kenna và Allan Hills 77283. Nó cũng xuất hiện tự nhiên trong kim cương của các mỏ sa khoáng phi sao băng ở Cộng hòa Sakha. Vật liệu với các không gian d phù hợp với lonsdaleit đã được tìm thấy trong trầm tích với niên đại rất không chắc chắn tại hồ Cuitzeo, ở bang Guanajuato, Mexico, bởi những người ủng hộ giả thuyết va chạm Dryas Trẻ đầy tranh cãi. Sự hiện diện của nó trong các mỏ than bùn được tuyên bố là bằng chứng cho rằng sự kiện Tunguska được sao băng gây ra chứ không phải một mảnh sao chổi.